# Renee Duprel
Renee Duprel (ur. 1965 w Bellevue) – amerykańska kolarka torowa, srebrna medalistka mistrzostw świata.

## Kariera
Największym sukcesem w karierze Renee Duprel jest wywalczenie srebrnego medalu w sprincie indywidualnym podczas mistrzostw w Maebashi w 1990 roku. W wyścigu tym uległa jedynie swej rodaczce Connie Paraskevin, a trzecie miejsce zajęła Rita Razmaitė reprezentująca ZSRR. Również na igrzyskach panamerykańskich w Indianapolis w 1987 roku także była druga w sprincie, a w 1990 i 1991 roku była mistrzynią USA w tej konkurencji. Ponadto w latach 1986 i 1988 zajmowała trzecie miejsce w sprinterskich zawodach w Paryżu. Duprel nigdy nie brała udziału w igrzyskach olimpijskich.